# Édouard Alletz
Pierre-Édouard Alletz (1798-1850) est un diplomate et homme de lettres français.

## Biographie
Petit-fils de l'agronome Pons Augustin Alletz, Pierre-Édouard Alletz effectue ses études au lycée d'Orléans. 
Il est consul général de France à Gênes, puis à Barcelone.
En 1822 il remporte le prix extraordinaire de l'Académie française, sur "Le dévouement des médecins français et des sœurs de Saint-Camille, à l'occasion de la fièvre jaune de Barcelone", face à des concurrents aussi prestigieux que Delphine Gay, Casimir Delavigne ou Saint-Marc Girardin.

## Distinctions
- Chevalier de la Légion d'honneur (6 mars 1835)[3]
- Officier de la Légion d'honneur (22 janvier 1850)[3]

## Principales publications
- Le dévouement des médecins français et des sœurs de Saint-Camille, à l'occasion de la fièvre jaune de Barcelone"", Paris, Didot (1822)
- Walpole, poème dramatique en 3 chants (1825)
- Essai sur l'homme, ou Accord de la philosophie et de la religion (1826)
- Esquisses de la souffrance morale (1828)
- La Nouvelle Messiade, poème (1830)
- Études poétiques du cœur humain (1832)
- Tableau de l'histoire générale de l'Europe depuis 1814 jusqu'en 1830 (3 volumes, 1834)  Texte en ligne 1 2 3
- Caractères poétiques (1834)
- Lettre à M. de Lamartine sur la vérité du christianisme envisagé dans ses rapports avec les passions (1835)
- Maladies du siècle (1836) Texte en ligne
- De la Démocratie nouvelle, ou des Mœurs et de la puissance des classes moyennes en France (2 volumes, 1837) Texte en ligne 1 2
- Aventures d'Alphonse Doria (2 volumes, 1838)
- Maximes politiques à l'usage de la démocratie nouvelle (1840)
- Signes de l'esprit nouveau dans le parlement (1841) Texte en ligne
- Esquisses poétiques de la vie (2 volumes, 1841)
- Génie du dix-neuvième siècle, ou Esquisse des progrès de l'esprit humain depuis 1800 jusqu'à nos jours (1842-1843) Texte en ligne
- Discours sur la puissance et la ruine de la République de Venise (1842) Texte en ligne
- Harmonies de l'intelligence humaine (2 volumes, 1846) Texte en ligne 1 2